# 清川村
清川村（日语：／ Kiyokawa mura */?）是位于神奈川縣北部，神奈川縣唯一的村。也是神奈川縣內人口最少的市町村。